# Gedenkteken Adama van Scheltema
Het Gedenkteken Adama van Scheltema is een beeld in Amsterdam-Zuid.
Een jaar na het overlijden van Carel Steven Adama van Scheltema (1877-1924) werd een comité opgericht om te komen tot een gedenkteken voor deze dichter. Aan architect Jan Gratama en beeldhouwer Tjipke Visser (vriend van de dichter) werd gevraagd een ontwerp te maken. In oktober kon het beeld, bestaande uit een vrouw die bloemen op zijn graf legt, inderdaad op zijn graf worden geplaatst. Het beeld en graf werden rijksmonument (520682).
In 1933 mocht Visser op herhaling, nu samen met architect Jan Buis. Er kwam een fontein en beeld in de Euterpestraat aan het Jordaenplantsoentje. Het kunstwerk bestaat uit een vierkant bassin met zwart granieten banden, waaruit een zwarte zuil rijst waarop twee biddende handen te zien zijn. Uit de zuil komt een straal water, dat weer landt op een vierkante steen. De naam van de dichter staat verspreid over de zwarte banden. Willem de Vlugt, burgemeester van Amsterdam, onthulde mede het monument op 1 mei 1933.
Euterpestraat werd in mei 1945 Gerrit van der Veenstraat, het Jordaenplantsoentje het Adama van Scheltemaplein. Vlak achter de gedenkteken werd in september 2007 het Monument voor gedeporteerde Joden onthuld, een 65-tal betonnen tegels doet verslag van de gebeurtenissen die tijdens het bewind van Nazi-Duitsland hier en in de nabijgelegen school plaatsvonden.

## Afbeeldingen

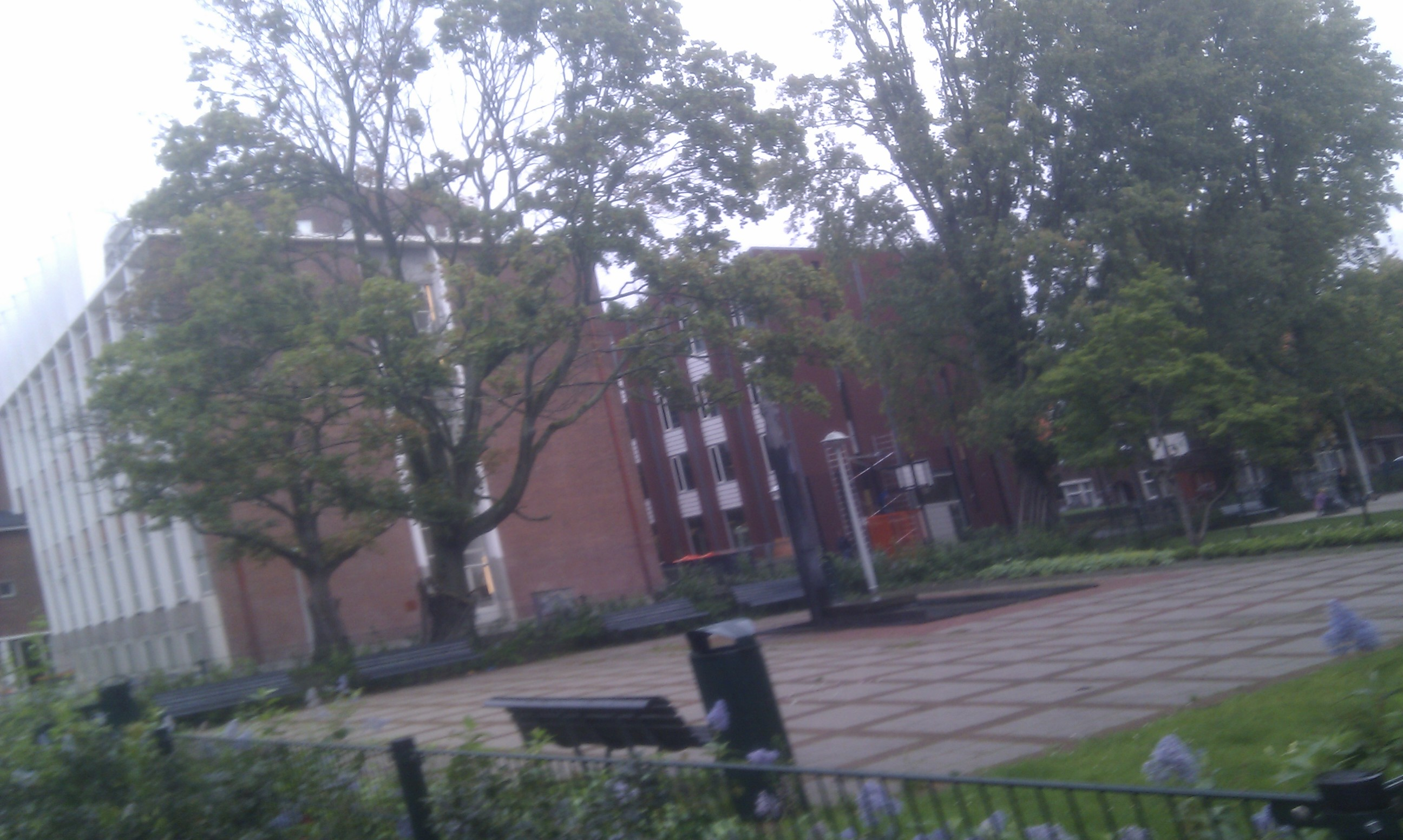
Beeld op vorige plaats
Monument in Driehuis-Westerveld
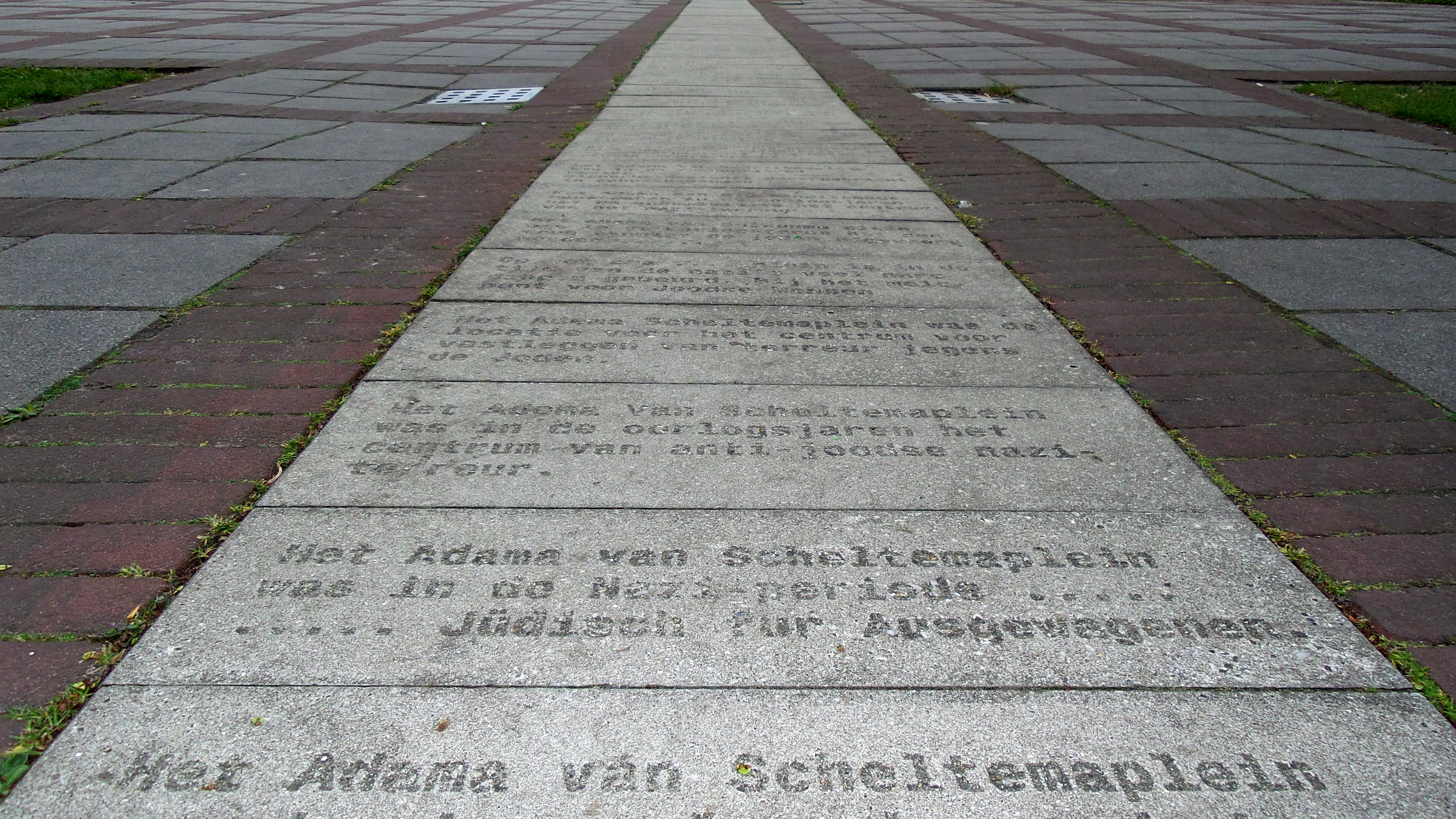
Oorlogsmonument